# Lazaros Rota
Lazaros Rota (in greco Λάζαρος Ρότα?; Katerini, 23 agosto 1997) è un calciatore greco, difensore dell'AEK Atene e della nazionale greca.

## Biografia
Ha origini albanesi. Ha un fratello maggiore, Arensi, anch'egli calciatore, militante nell'Alessandria.

## Carriera

### Club
Il 10 luglio 2018 viene acquistato a titolo definitivo dalla squadra slovacca dello Zemplín Michalovce.
Il 31 gennaio 2020 viene acquistato a titolo definitivo dal Fortuna Sittard, con cui firma un contratto di 3 anni e mezzo con scadenza il 30 giugno 2023.

### Nazionale
Nel 2020 ha esordito con la maglia della nazionale greca.

## Statistiche

### Presenze e reti nei club
Statistiche aggiornate al 18 aprile 2022.
| Stagione                  | Squadra                   | Campionato                | Campionato | Campionato | Coppe nazionali | Coppe nazionali | Coppe nazionali | Coppe continentali | Coppe continentali | Coppe continentali | Altre coppe | Altre coppe | Altre coppe | Totale | Totale |
| Stagione                  | Squadra                   | Comp                      | Pres       | Reti       | Comp            | Pres            | Reti            | Comp               | Pres               | Reti               | Comp        | Pres        | Reti        | Pres   | Reti   |
| ------------------------- | ------------------------- | ------------------------- | ---------- | ---------- | --------------- | --------------- | --------------- | ------------------ | ------------------ | ------------------ | ----------- | ----------- | ----------- | ------ | ------ |
| gen.-giu. 2018            | Slavoj Trebišov           | 2L                        | 12         | 1          | CS              | 0               | 0               | -                  | -                  | -                  | -           | -           | -           | 12     | 1      |
| 2018-2019                 | Zemplín Michalovce        | SL                        | 26         | 1          | CS              | 7               | 1               | -                  | -                  | -                  | -           | -           | -           | 33     | 2      |
| 2019-gen. 2020            | Zemplín Michalovce        | SL                        | 14         | 1          | CS              | 1               | 0               | -                  | -                  | -                  | -           | -           | -           | 15     | 1      |
| Totale Zemplín Michalovce | Totale Zemplín Michalovce | Totale Zemplín Michalovce | 40         | 2          |                 | 8               | 1               |                    | -                  | -                  |             | -           | -           | 48     | 3      |
| gen.-giu. 2020            | Fortuna Sittard           | ED                        | 5          | 0          | CO              | 0               | 0               | -                  | -                  | -                  | -           | -           | -           | 5      | 0      |
| 2020-2021                 | Fortuna Sittard           | ED                        | 24         | 0          | CO              | 2               | 0               | -                  | -                  | -                  | -           | -           | -           | 26     | 0      |
| ago.-set. 2021            | Fortuna Sittard           | ED                        | 2          | 0          | CO              | 0               | 0               | -                  | -                  | -                  | -           | -           | -           | 2      | 0      |
| Totale Fortuna Sittard    | Totale Fortuna Sittard    | Totale Fortuna Sittard    | 31         | 0          |                 | 2               | 0               |                    | -                  | -                  |             | -           | -           | 33     | 0      |
| 2021-2022                 | AEK Atene                 | SL                        | 23         | 2          | CG              | 4               | 0               | UECL               | 0                  | 0                  | -           | -           | -           | 27     | 2      |
| 2022-2023                 | AEK Atene                 | SL                        | 31         | 0          | CG              | 5               | 0               | -                  | -                  | -                  | -           | -           | -           | 36     | 0      |
| Totale carriera           | Totale carriera           | Totale carriera           | 137        | 5          |                 | 19              | 1               |                    | 0                  | 0                  |             | -           | -           | 156    | 6      |

## Palmarès

### Club

#### Competizioni nazionali
- Campionato greco: 1

AEK Atene: 2022-2023
- Coppa di Grecia: 1

AEK Atene: 2022-2023